# الشيطان (فلم 2011)
الشيطان (بالإسبانية: Diablo) هو فيلم حركة مستقل أرجنتيني أخرجه نيكانور لوريتي سنة 2011، وهو من بطولة خوان بالومينو.
فاز الفيلم بجائزة أفضل فيلم في الأرجنتين سنة 2011.

## الممثلون
- خوان بالومينو
- سيرجيو بوريس
- لويس أرانوسكي
- لويس زيمبروسكي (الشرطي)
- ليوناردو دي لا توريس
- فالنتين خافيير ديمنت
- نيكولاس غالفاينو

## روابط خارجية
- مقالات تستعمل روابط فنية بلا صلة مع ويكي بيانات